# كرايغ راسيل
كرايغ راسيل (بالإنجليزية: Craig Russell)‏ (4 فبراير 1974 في المملكة المتحدة - ) هو لاعب كرة قدم بريطاني في مركز الهجوم. لعب مع أكسفورد يونايتد وبورت فايل وسانت جونستون ومانشستر سيتي ونادي ترانمير روفرز لكرة القدم ونادي سندرلاند ونادي كارلايل يونايتد ودارلينجتون إف سى.

## وصلات خارجية
- كرايغ راسيل على موقع قاعدة بيانات كرة القدم.إي يو (الإنجليزية)
- كرايغ راسيل على موقع Soccerbase.com (لاعب) (الإنجليزية)
- كرايغ راسيل على موقع عالم كرة القدم.نت (الإنجليزية)